# Мидзогути, Норико
Норико Мидзогути (яп. 溝口 紀子; 23 июля 1971, Ивата) — японская дзюдоистка полулёгкой весовой категории, выступала за сборную Японии в конце 1980-х — середине 1990-х годов. Серебряная призёрша летних Олимпийских игр в Барселоне, участница Олимпийских игр в Атланте, бронзовая призёрша чемпионата Азии, победительница многих турниров национального и международного значения.

## Биография
Норико Мидзогути родилась 23 июля 1971 года в городе Ивата префектуры Сидзуока. Активно заниматься дзюдо начала в раннем детстве во время учёбы в начальной школе, позже продолжила подготовку в средней школе и затем в Университете Сайтамы.
Впервые заявила о себе в 1985 году, заняв третье место на женском чемпионате Японии по дзюдо. Год спустя была уже второй, ещё через год повторила это достижение и получила бронзу на домашнем международном турнире в Фукуоке. Первого серьёзного успеха на взрослом международном уровне добилась в 1988 году, когда, став чемпионкой Японии, попала в основной состав японской национальной сборной и побывала на чемпионате Азии в Дамаске, откуда привезла награду бронзового достоинства, выигранную в полулёгкой весовой категории. Кроме того, в этом сезоне получила серебро и золото на международных турнирах в Фукуоке и Париже соответственно.
В 1989 году Мидзогути защитила звание чемпионки национального первенства и одержала победу на этапе Кубка мира в Париже. В следующем сезоне стала второй в зачёте национального первенства, но выиграла турнир в Фукуоке, а также взяла бронзу на открытом чемпионате Великобритании и на этапе Кубка мира в немецком Рюссельсхайме. Благодаря череде удачных выступлений удостоилась права защищать честь страны на летних Олимпийских играх 1992 года в Барселоне — на пути к финалу взяла верх на всеми четырьмя соперницами, однако в решающем поединке потерпела поражение от испанки Альмудены Муньос и завоевала таким образом серебряную олимпийскую медаль.
В 1993 году Мидзогути заняла второе место в зачёте чемпионата Японии и третье место на этапе Кубка мира в Мюнхене. Год спустя была лишь третьей в своей стране, но одержала победу на этапе мирового кубка в Париже и получила серебряную медаль на международном турнире в Фукуоке. В сезоне 1995 года, вернув себе звание чемпионки Японии, выступила на домашнем чемпионате мира в Тибе, тем не менее, больших успехов здесь не добилась, уже на стадии 1/16 финала потерпела поражение от немки Тани Мюнцингер. Будучи в числе лидеров дзюдоистской команды Японии, благополучно прошла квалификацию на Олимпийские игры 1996 года в Атланте — на сей раз до призовых позиций не добралась, проиграла кореянке Чон Сон Ён в четвертьфинале и бельгийке Марисабель Ломба в утешительном поединке за третье место.
После Олимпиады в США Норико Мидзогути ещё в течение некоторого времени оставалась в основном составе японской национальной сборной и продолжала принимать участие в крупнейших международных турнирах. Так, в 1997 году в полулёгком весе она одержала победу на этапе Кубка мира в австрийском Леондинге, взяв верх над всеми четырьмя оппонентками. Вскоре по окончании этих соревнований приняла решение завершить карьеру профессиональной спортсменки.